# Vismia cuatrecasasii
Vismia cuatrecasasii är en johannesörtsväxtart som beskrevs av Joseph Andorfer Ewan. Vismia cuatrecasasii ingår i släktet Vismia och familjen johannesörtsväxter. Inga underarter finns listade i Catalogue of Life.